# NGC 1514
NGC 1514 is een planetaire nevel die zich in het noordwestelijk gedeelte van het sterrenbeeld Stier bevindt. NGC 1514 werd op 13 november 1790 ontdekt door de Duits-Britse astronoom Wilhelm Herschel. Engelstalige amateurastronomen gaven aan dit object de bijnaam Crystal Ball Nebula. Dit object bevindt zich nabij Eugène Delporte's grenslijn tussen de sterrenbeelden Stier (Taurus) en Perseus.